# Aslı Çakır Alptekinová
Aslı Çakır Alptekinová, nepřechýleně Aslı Çakır Alptekin (* 20. srpna 1985, Antalya) je turecká atletka, běžkyně na 1500 metrů. Dříve se též specializovala na steeplechase a v začátcích své kariéry také na přespolní běh.

## Kariéra
V roce 2004 měla na juniorském mistrovství světa v italském Grossetu pozitivní dopingový nález na zakázané látky a později byla potrestána dvouletým zákazem startů. Ten začal platit od 22. září 2004 a vypršel 21. září 2006. Její výsledky, kterých dosáhla po 15. červenci byly zároveň anulovány.
V roce 2008 reprezentovala na Letních olympijských hrách v Pekingu. Na trati 3000 metrů překážek se ji nepodařilo postoupit z úvodního rozběhu. Rozběhem neprošla také o rok později na MS v atletice v Berlíně. V roce 2010 se rozhodla pro změnu disciplíny a její specializací se stává běh na 1500 metrů. Na evropském šampionátu v Barceloně skončila ve finále na 5. místě. Na světovém šampionátu v jihokorejském Tegu v roce 2011 skončila v semifinále na celkovém 22. místě a do dvanáctičlenného finále nezasáhla. V témže roce vybojovala v běhu na 1500 metrů první cenný úspěch, když získala na světové letní univerziádě v čínském Šen-čenu zlatou medaili.
Na halovém MS 2012, které se konalo v Istanbulu vybojovala bronzovou medaili. Ve finále trať zaběhla v čase 4:08,74, čímž vytvořila nový národní rekord. Dne 1. července 2012 se stala v Helsinkách mistryní Evropy v běhu na 1500 metrů (4:05,31). Stříbro získala její mladší krajanka Gamze Bulutová, která byla v cíli o 73 setin později a bronz Ukrajinka Anna Miščenková. Na Letních olympijských hrách v Londýně patřila mezi kandidátky na medaili. Ve finálovém závodě, kde se rozhodovalo v posledních metrech nakonec vybojovala v čase 4:10,23 zlatou olympijskou medaili. Stříbro, stejně jako na ME v Helsinkách získala Gamze Bulutová, která byla o 17 setin pomalejší a bronz brala etiopská rodačka reprezentující Bahrajn Marjam Jusuf Džamálová, která na vítězku ztratila 51 setin.

## Doping
Alptekinová se stala nečekaně olympijskou vítězkou poté, co si během sezóny 2012 zlepšila osobní rekord o téměř devět sekund. V jejím biologickém pasu byly následně nalezeny abnormální krevní hodnoty, které podle IAAF ukazují na manipulaci s krví. Turecký svaz sice svou běžkyni v roce 2013 obvinění z dopingu zbavil, IAAF se však odvolala k CAS a trvala na jejím postihu. V roce 2015 byla zbavena všech titulů a medailí, které získala a dostala osmiletý trest zákazu závodění.
27.9.2017 - Turecká mílařka Asli Cakir Alptekinová, jež má za sebou už dva tresty za užití zakázaných látek, opět neprošla dopingovou kontrolou. Za třetí provinění v kariéře ji národní atletický svaz potrestal doživotním zákazem startů. Informovala o tom agentura Anadolu

## Osobní rekordy
- 1500 m (hala) – 4:08,74 – 10. března 2012, Istanbul
- 1500 m (dráha) – 3:56,62 – 6. července 2012, Paříž
- steeplechase – 9:36,01 – 13. června 2009, Istanbul